# Ֆ
La Ֆ, minuscolo ֆ, è la trentanovesima lettera dell'alfabeto armeno. Il suo nome è ֆե, fe (armeno: [fɛ]).
Rappresenta foneticamente la consonante fricativa labiodentale sorda [f].

## Codici
- Unicode:
  - Maiuscola Ֆ : U+0556
  - Minuscola ֆ : U+0586